# 旧帝一科神
旧帝一科神，又称難關國立10大學，即旧制帝国大学的東京大學、京都大學、大阪大學、東北大學、北海道大學、名古屋大學、九州大學共7校，加上一橋大學、東京科學大學（原東京工業大學）和神户大學，为日本国立十大名校。

## 歷史
最早的稱呼为旧帝一工，共9所大学，没有神户大学。
近年來，在學界及補習班間也有变种：
- 旧帝一工神（加上国立的筑波大学，共11所大学）
- 旧帝一工神早慶（加上早慶兩所私立大學，共12所大学）

2024年10月1日，東京工業大學與東京醫科齒科大學合組成立東京科學大學，舊帝一工神當中的工被科取代。

## 类似称谓
- 台清交成政
- 清北、华东五校

## 參看
- 名古屋大対策(Wikibooks)
- category:日本大學
- 大學競爭
- 研究型大學
- 關關同立